# Pygmipanda kershawi
Pygmipanda kershawi är en snäckart som först beskrevs av Brazier 1872.  Pygmipanda kershawi ingår i släktet Pygmipanda och familjen Caryodidae. Inga underarter finns listade i Catalogue of Life.